# Aktor (Sohn des Deion)
Aktor (altgriechisch Ἄκτωρ Áktōr) ist eine Gestalt der griechischen Mythologie.
Aktor war ein Sohn des Königs Deion von Phokis und der Diomede, einer Tochter des Xuthos. Er hatte mehrere Brüder, nämlich Ainetos, Phylakos und Kephalos, sowie eine Schwester namens Asterodeia. Sein Wohnort war laut Homer das lokrische Opus. In Thessalien zeugte er entweder mit Aigina, einer Tochter des Flussgottes Asopos, oder mit Damokrateia, Aiginas Tochter von Zeus, den Argonauten Menoitios, Vater des Patroklos.